# Équipe cycliste Clube Dataro-Gigantech
L'équipe cycliste Clube Dataro-Gigantech est une équipe cycliste brésilienne créée en 2010 et ayant le statut d'équipe continentale de 2011 à 2014.

## Histoire de l'équipe
En 2015 l'équipe perd son statut d'équipe continentale et se renomme DataRo Brésil puis Clube Dataro-Gigantech depuis 2016.

## Classements UCI
L'équipe participe aux circuits continentaux et principalement à des épreuves de l'UCI America Tour. Les tableaux ci-dessous présentent les classements de l'équipe sur les différents circuits, ainsi que son meilleur coureur au classement individuel.
UCI America Tour
| Saison | Classement par équipes | Meilleur coureur au classement individuel |
| ------ | ---------------------- | ----------------------------------------- |
| 2011   | 2e                     | Gregolry Panizo (2e)                      |
| 2012   | 34e                    | Rodrigo Melo (229e)                       |
| 2013   | 11e                    | Kléber Ramos (79e)                        |
| 2014   | 10e                    | Gregolry Panizo (44e)                     |

## DataRo Brésil en 2015

### Victoires
| Date       | Course                      | Pays    | Classe | Vainqueur         |
| ---------- | --------------------------- | ------- | ------ | ----------------- |
| 27/03/2015 | 1re étape du Tour d'Uruguay | Uruguay | 2.2    | William Chiarello |
| 30/05/2015 | 4e étape du Tour du Paraná  | Brésil  | 2.2    | Ramiro Cabrera    |
| 31/05/2015 | 5e étape du Tour du Paraná  | Brésil  | 2.2    | Ramiro Cabrera    |